# Gacko (Polska)
Gacko – osada leśna w północno-zachodniej Polsce, położona w województwie zachodniopomorskim, w powiecie kamieńskim, w gminie Golczewo. Leży na Równinie Gryfickiej, nad rzeką Wołczą, ok. 1,5 km na północny zachód od wzgórza Bukowiec.
W latach 1975–1998 miejscowość położona była w województwie szczecińskim.